# Tommy McConville
Tommy McConville (Dundalk,  19 maart 1946 –  25 oktober 2013)  was een Iers voetballer.
McConville was verdediger en speelde tussen 1971 en 1973 6 interlands voor Ierland. Op 10 oktober 1971 debuteerde hij bij een 6-0 nederlaag tegen Oostenrijk in Linz.  (zie Lijst van voetbalinterlands Ierland - Oostenrijk)
Hij begon zijn loopbaan in 1964 bij Dundalk FC en speelde vanaf 1966 tot en met 1987 bij  Bangor FC in Noord-Ierland, Waterford United FC, Shamrock Rovers en weer Dundalk FC om vervolgens te vertrekken naar de Verenigde Staten om veel geld te verdienen bij Washington Diplomats, hij speelde daar 57 duels en scoorde 1 keer.  Daarna komt hij voor de derde keer terug bij Dundalk FC. In 1987 sluit hij zijn loopbaan af bij Finn Harps FC.
Hij is dan drie keer landskampioen met Dundalk FC geworden en 1 keer met Waterford United (1973) en heeft drie keer de FAI Cup  gewonnen met Dundalk FC. (3 keer 2-0 in de finale)
McConville kwam totaal 580 keer uit voor zijn cluppie uit Dundalk.
Hij is in 2013 overleden op 67-jarige leeftijd. De voetballer is begraven op Saint Brigid’s Cemetery, Kilcurry /Dundalk.